# Supertònica

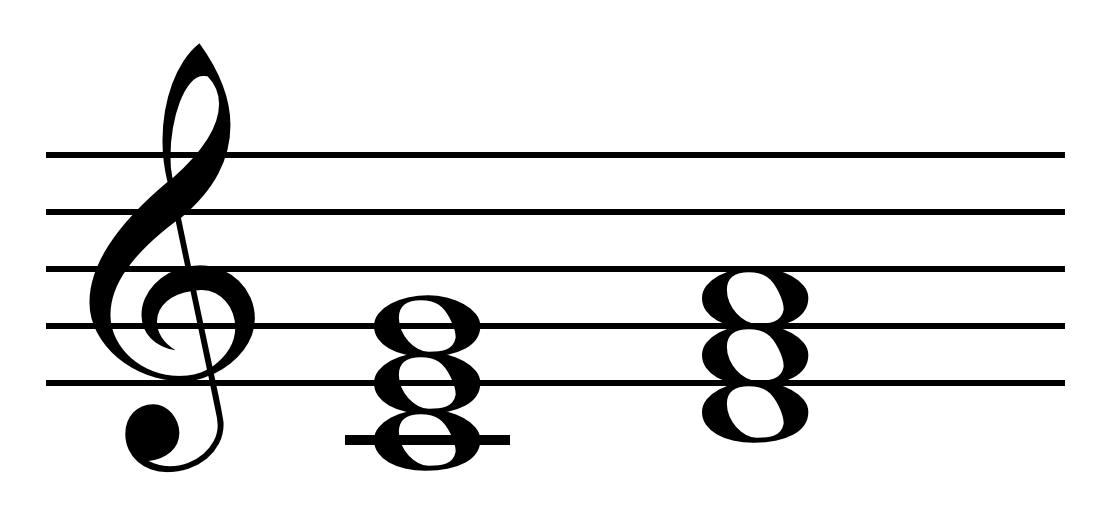
La tònica (esquerra) i la supertònica (dreta) representats en acords de Do Major i Re menor.

La supertònica o submediant és el segon grau d'una escala musical de set sons heptafònica, que es troba un to per sobre de la tònica.

## Representació gràfica
En teoria de la música es pot representar fent servir els nombres romans i de dues maneres:
- símbol: II, per indicar que es tracta d'un acord menor dins d'una escala major (per exemple l'acord format per les notes Re-Fa-La en l'escala de Do Major).
- símbol: II°, en una escala menor natural per indicar que es tracta d'un acord de quinta disminuïda (per exemple, l'acord format per les notes Re-Fa-La♭ en una escala de Do menor natural), també es fa servir si en la segona inversió resulta un acord amb intervals de sexta a quarta (La♭-Re-Fa) i si la tercera nota és augmentada una sexta (La♭-Fa♯).

Tant si és una escala major o menor, en la baixada del segon grau de l'escala (inclosa la sexta en escala major) i l'acord és major (exemple: Re♭-Fa-La♭), llavors indica que és un acord de sexta napolitana i es representa de dues maneres possibles: N6 o ♭II6.
La supertònica pot ser elevada com a part d'un acord de sèptima disminuïda i es representa:  ♯iio7. Una variant de l'acord de sèptima disminuïda és el qui té la supertònica elevada i queda equiparada harmònicament amb l'escriptura Do: Re♯=Mi♭.

## El nom

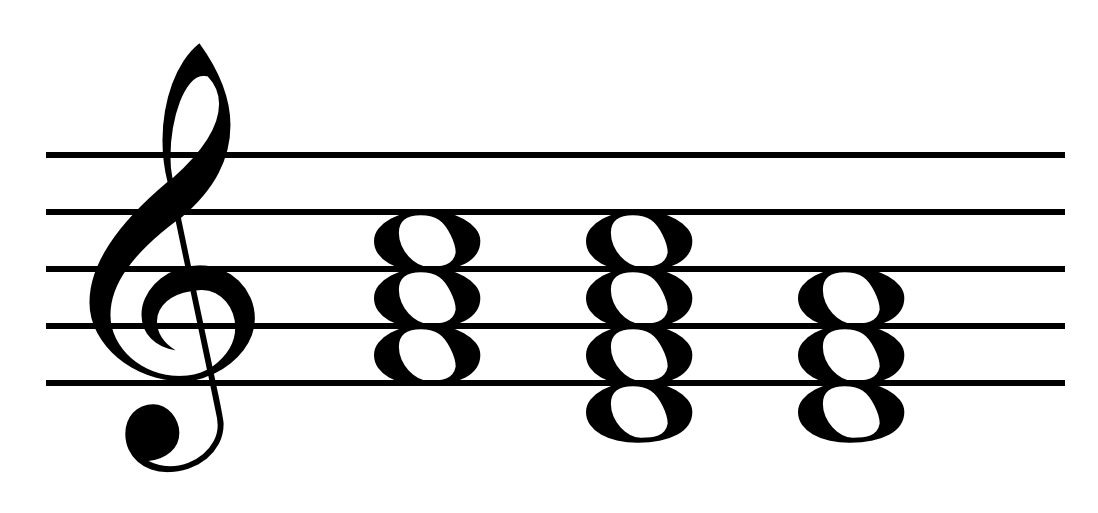
La similaritat entre la subdominant i l'acord de supertònica és fàcil de veure i de sentir en l'acord de setena, ii7,.

La paraula "supertònica" vol dir que hi ha un to que domina per sobre dels altres; quan es fa servir el terme "subdominant", parlant d'acords, es fa referència al fet que hi ha un acord de quinta que és el centre del moviment (en oposició estan els que actuen com a forma d'acompanyament d'una frase) al voltant del qual es crea moviment harmònic cap a una harmonia dominant.
La supertònica és un dels acords que té una tendència natural a girar cap a l'acord de quinta i reforçar-lo com a centre del moviment. L'acord de supertònica descansa en el cinquè lloc de l'acord de quinta. La quinta disminuïda és una base sòlida per al moviment harmònic i el moviment harmònic en intervals de quinta és una forma natural de progressar d'un acord al següent; la supertònica és un dels predominants més segurs per aproximar-se a l'acord de quinta des de baix en una quinta disminuïda.
En la teoria musical alemanya, derivada d'Hugo Riemann, la supertònica es considera un paral·lel de la subdominant i s'expressa: Sp/T en escala major, sP/T en menor (A♭M).